# تولید ملی
تولید ملی (به انگلیسی: National product) اصطلاحی در علم اقتصاد است و به ارزش پولی همهٔ کالاها و خدماتی که در دورهٔ معینی، معمولاً یک سال، در کشوری تولید شده، گفته می‌شود. به این اعتبار تولید ملی یک جریان در واحد زمان است و معمولاً بر حسب دلار در سال، پوند در سال، و مانند این‌ها بیان می‌شود. درآمد ملی به ارزش پولی تمامی درآمدهایی که در دورهٔ معینی در کشوری، در جریان تولید، کسب شده گفته می‌شود. «هزینه ملی» ارزش پولی تمام هزینه‌هایی است که در دورهٔ معینی در کشوری پرداخت شده‌است.

## انواع
تولید ملی را بسته به اینکه هزینه‌های تولید از آن کم شده یا نه، می‌توان به دو زیرشاخه تقسیم نمود: تولید خالص ملی و تولید ناخالص ملی.

## نکات
- در محاسبهٔ این کل باید از دوباره شماری اجتناب کرد؛ مثلاً اگر در آمدها را جمع می‌زنیم نباید هم دستمزدهایی را که از سوی یک بنگاه تولیدی پرداخت شده و هم ارزش فراورده‌هایی را که از سوی آن بنگاه به فروش رسیده به حساب آورد؛ زیرا در این صورت دستمزدها دو بار به حساب درآمد گذاشته می‌شود، یکبار هنگامی که از مشتریان دریافت و بار دیگر هنگایم که به کارکنان پرداخت می‌گردد. بلکه باید دستمزدها و سودها «پس از» پرداخت دستمزدها (و البته پس از پرداخت دیگر هزینه‌ها) به حساب آورده شوند.
- در جمع زدن هزینه‌ها نیز باید تنها هزینه‌های مصرف‌کنندگان نهایی برای خرید فراورده‌ها به حساب آورده شود، نه هزینه‌های بانگاه‌ها برای خرید مواد اولیه‌ای که بعداً آن‌ها را تبدیل کرده و به فروش می‌رسانند.
- در تعریف تولید (محصول) یا درآمد یا هزینهٔ ملی، مختاریم هزینهٔ استهلاک کالاهای سرمایه‌ای دورهٔ مربوطه را کسر کنیم یا نکنیم. اگر این هزینه‌ها کسر شود، نتیجهٔ تولید، درآمد و هزینه «خالص» است، اگر کسر نشود، نتیجهٔ تولید، درآمد و هزینه «ناخالص» است. بدین ترتیب تولید ناخالص ملی ارزش کالاها و خدماتی است که در یک دوره تولید شده و شامل کالاهایی است که در همان دوره برای جایگزینی کالاهای سرمایه‌ای مستهلک شده اختصاص یافته‌است. و محصول خالص ملی ارزش کالاها و خدمات تولید شده «پس از کنار گذاشتن» کالاهایی است که برای نگهداری دارایی کالاهای سرمایه در حد آغاز دوره، لازم است.
- «درآمد قابل تصرف» که گاهی «درآمد شخص قابل تصرف» خوانده می‌شود) معمولاً به معنای درآمد شخصی پس از وضع مالیات بر درآمد اشخاص است.

## تولید خانگی
در برآورد تولید ملی تنها فراورده‌هایی به حساب آورده می‌شوند که از طریق بازار توزیع شده باشند؛ زیرا سنجش ارزش افزودهٔ فراورده‌های خانگی، چون غذاو لباس و اثاثه و تعمیرات خانگی که از سوی افراد برای مصرف شخصی تولید می‌شود، دشوار است. نتیجه گاهی ناهنجاری‌های شگفت‌انگیز است؛ مثلاً اگر مردی با سرایدار خود ازدواج کرده دیگر دستمزد نپردازد، هرچند سرایدار همچون گذشته به انجام وطیفهٔ خود ادامه دهد، تولید درآمد و هزینهٔ ملی کاهش خواهد داشت، زیرا خدمات سرایدار از این پس از طریق بازار عرضه نشده به تولید خانگی مبدل گردیده‌است. در نروژ زمانی ارزش خدمات زنان خانه‍دار نیز برآورده شده در حساب‌های ملی آن کشور گنجانیده می‌شد.